# Chicagowska szkoła w ekonomii

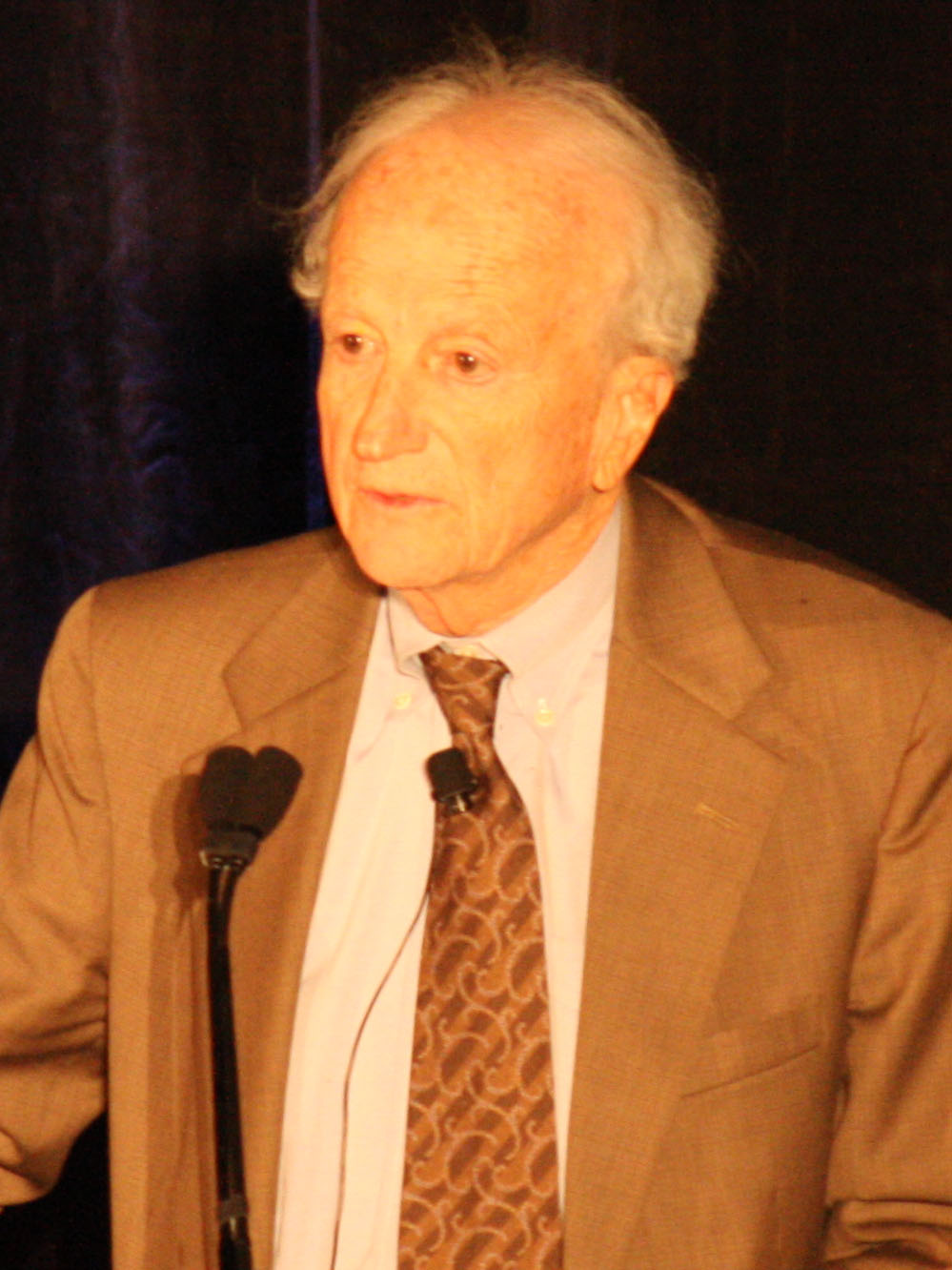
Gary Becker

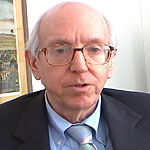
Richard Posner

Chicagowska szkoła w ekonomii – szkoła w ekonomii, powstała w latach 30. XX w. na University of Chicago.
Głównymi przedstawicielami są Milton Friedman oraz George Stigler.
Termin chicagowska szkoła ekonomii został użyty po raz pierwszy w latach 50. XX wieku w odniesieniu do ekonomistów wykładających na Wydziale Ekonomii University of Chicago oraz powiązanych z tym uniwersytetem Graduate School of Business oraz Law School.
Dwie główne cechy chicagowskiej szkoły ekonomii to przekonanie, że neoklasyczna teoria cen pozwala wyjaśnić postępowanie podmiotów gospodarczych oraz że mechanizm wolnego rynku efektywnie alokuje zasoby. Wynika z tego bardzo ograniczona rola dla państwa, a zatem odrzucanie założeń keynesizmu i etatyzmu na rzecz leseferyzmu. Ekonomiści związani z chicagowską szkołą ekonomii uważają, że wszystkie możliwości arbitrażu zostaną szybko zauważone i wykorzystane, a tym samym są zwolennikami hipotezy rynków efektywnych. Chicagowska szkoła ekonomii charakteryzuje się również interdyscyplinarnym i nieortodoksyjnym podejściem do analizy problemów ekonomicznych, co przejawia się w kwestionowaniu powszechnie uznanych teorii oraz zastosowaniem metodologii ekonomicznej do tematów pozornie nie związanych z ekonomią.
Termin w szerszym znaczeniu oznacza wpływ grupy chicagowskiej na teorię ekonomii oraz politykę państw. Wydział Ekonomii University of Chicago jest czołowym wydziałem na świecie, jeśli chodzi o laureatów Nagrody im. Alfreda Nobla w dziedzinie ekonomii.
Wydział ten był również uczelnią wielu latynoamerykańskich technokratów. Najsłynniejsi z nich to grupa tzw. Chicago Boys, którzy wprowadzali liberalne reformy w Chile podczas i po rządach Augusto Pinocheta, określane później jako chilijski cud. Wielu z nich miało istotny wpływ na gospodarkę również w późniejszych, demokratycznych rządach Chile.